# John Robinson Pierce
John Robinson Pierce (Des Moines, 27 de março de 1910 — Sunnyvale, 2 de abril de 2002) foi um engenheiro estadunidense.

## Carreira
Ele trabalhou extensivamente nas áreas de comunicação de rádio, tecnologia de micro -ondas, música por computador, psicoacústica e ficção científica. Como linha secundária de sua carreira profissional, ele escreveu ficção científica por muitos anos sob vários nomes: John Pierce, John R. Pierce e JJ Coupling. Nascido em Des Moines, Iowa, obteve seu Ph.D. pela Caltech e morreu em Sunnyvale, Califórnia, de complicações da doença de Parkinson.

## Publicações técnicas
Muitos dos livros técnicos de Pierce foram escritos em um nível destinado a apresentar um público semi-técnico a tópicos técnicos modernos. Entre eles estão Electrons, Waves, and Messages; An Introduction to Information Theory: Symbols, Signals, and Noise; Waves and Ear; Man's World of Sound; Quantum Electronics; and Signals: The Science of Telecommunication.